# Hot Rats
Hot Rats – drugi solowy album Franka Zappy nagrany i wydany w tym samym, 1969 roku.

## Historia i charakter albumu
Ten album był jego drugim solowym albumem (pierwszy to Lumpy Gravy). Powstał po rozwiązaniu oryginalnych Mothers of Invention. Zappa zwerbował muzyków spoza MoI (z wyjątkiem multiinstrumentalisty Iana Underwooda). Zapewne było to przyczyną, iż powstały album nie jest pod żadnym względem podobny do poprzednich albumów muzyka. Na dawnych płytach góruje prześmiewczo-satyryczno-pastiszowy styl przeważnie krótkich kompozycji.
Hot Rats można śmiało nazwać pierwszym poważnym albumem Zappy, który może być zaklasyfikowany jako jazz-rock, fusion czy też rock progresywny.
Wszystkie utwory, oprócz jednego, są kompozycjami instrumentalnymi. Utwór wokalno-istrumentalny „Willie the Pimp” trwa 9 min. i 16 sekund. Partia wokalna Captaina Beefhearta zajmuje tylko niewielki fragment kompozycji.
Jest to z pewnością najbardziej gorący album z całej dyskografii Franka Zappy. Jego następne albumy prezentowały coraz bardziej chłodny styl muzyczny, co stało w kontraście z jego koncertami.

### Sprzęt
Był to pierwszy album Zappy i jeden z pierwszych na świecie nagrany na sprzęcie 16-ścieżkowym, co dawało olbrzymie możliwości w postprodukcyjnej obróbce nagrań i uzyskaniu prawdziwego i pełnego brzmienia stereofonicznego. Jednak aż cztery ścieżki przeznaczone zostały dla perkusji (Zappa zaczynał karierę jako perkusista).
Sprzęt ten został półamatorsko skonstruowany przez inżynierów dźwięku w słynnym studiu T.T.G. Był on przenoszony ze studia do studia, zależnie od tego, w którym powstawał dany utwór albumu.
Właściwie wszystkie utwory, w mniejszym lub większym stopniu, uległy zmianom po ich nagraniu. Zappa podokładał (overdubbing) zwłaszcza partie saksofonowe i instrumentów klawiszowych, co było związane z dodatkową pracą Iana Underwooda. W „Peaches en Regalia”, „Son of Mr. Green Genes” i w „It Must Be a Camel” pewne fragmenty perkusyjne został nagrane z „podwójną prędkością”.

### Cyfrowy remiks
Cyfrowy remiks albumu został wykonany w 1987 r. i spowodował wiele kontrowersji. Większość fanów tego albumu opowiedziało się za pierwotnym, analogowym miksem. Ingerencje Zappy w pierwotne nagrania poszły czasem daleko. Dodano np. ponadczterominutowy wstęp organowo-saksofonowy do „The Gumbo Variations” i partię gitarowo-saksofonową. Partia wstępna i sola gitarowego zostały inaczej zmontowane w „Willie the Pimp”. Do „Little Umbrellas” dodano partię fletu i pianina.
Oprócz tego zmieniona została dynamika i ogólne brzmienie nagrań, m.in. poprzez zwiększenie roli gitary basowej.

### Zespół Hot Rats
Chociaż wydawało się, że zgromadzenie zespołu muzyków do nagrania albumu było wydarzeniem jednostkowym, grupa Hot Rats pojawiała się jeszcze przez cały właściwie rok 1970, jednak w różnych personalnych składach.
- Hot Rats 1: Frank Zappa, Captain Beefheart, Don „Sugarcane” Harris, Ian Underwood, Max Bennett i Ralph Humphrey wystąpili 28 i 29 listopada 1969 r. w klubie Thee Exercise w celu jego ratowania przed zamknięciem.
- Hot Rats 2: Frank Zappa, Ian Underwood, Max Bennett i perkusista Ed Greene wystąpili 8 lutego 1970 r. w Sports Arena.
- Hot Rats 3: Frank Zappa, Ian Underwood, Don „Sugarcane” Harris, Max Bennett, Aynsley Dunbar; występowali w marcu i kwietniu 1970 r.
- Hot Rats 4: Frank Zappa, Ian Underwood, basista Jeff Simmons i perkusista Art Tripp; koncert na pocz. 1970 r. Ten skład także przygotował podstawowe nagrania dla albumu Chunga’s Revenge.
- Hot Rats 5: Frank Zappa, Jean-Luc Ponty, basista Alby Cullaz, perkusista Aldo Romano; występ 25 lipca 1970 r.
- Hot Rats 6: 8 i 9 sierpnia – występ na Pop Festival San Rafael w San Rafael we Francji.

### Okładka
Okładka do winylowego wydania była rozkładana, a jej psychodeliczną oprawę wykonał Cal Schenkel. Wykorzystał w tym celu m.in. fotografie w podczerwieni. Dziewczyna w pustym basenie z pierwszej i ostatniej strony okładki, to Christine Frka, znana bardziej jako Miss Christine, członkini grupy GTOs.
Oprawa CD jest bardziej ascetyczna; wykorzystuje tylko część materiału z oryginalnej okładki, a oprawa wewnętrzna jest biało-czarna.
W lewym rogu znajduje się zdjęcie Captaina Beefhearta trzymającego w rękach Chungę, tj. odkurzacz, który stał się bohaterem albumu Chunga’s Revenge z 1970 r.

## Muzycy
- Frank Zappa – gitara, instrumenty perkusyjne, gitara basowa
- Ian Underwood – pianino, organy, klarnety, saksofony
- Captain Beefheart – wokal (2)
- Don „Sugarcane” Harris – skrzypce (2, 5)
- Jean-Luc Ponty – skrzypce (6)
- John Guerin – perkusja (2, 4, 6)
- Paul Humphrey – perkusja (3, 5)
- Ron Selico – perkusja (1)
- Max Bennett – gitara basowa (2, 3, 4, 5, 6)
- Shuggy Otis – gitara basowa (1)

Muzycy nieumieszczeni w spisie
- Lowell George – gitara
- Harvey Shantz

## Spis utworów
| 1. | Peaches en Regalia     | 3:37  |
|    |                        |       |
| 2. | Willie the Pimp        | 9:16  |
|    |                        |       |
| 3. | Son of Mr. Green Genes | 8:29  |
|    |                        |       |
| 4. | Little Umbrellas       | 3:03  |
|    |                        |       |
| 5. | The Gumbo Variations   | 16:47 |
|    |                        |       |
| 6. | It Must Be a Camel     | 5:16  |
|    |                        |       |
|    |                        | 46:28 |
|    |                        |       |

## Opis płyty
- Producent – Frank Zappa
- Nagrania – sierpień i wrzesień 1969 r.
- Inżynier – Dick Kunc
- Studio – Whitney Studios, Glendale, Kalifornia
- Inżynier – Jack Hunt, Cliff Goldstein
- Studio – T.T.G, Los Angeles, Kalifornia
- Inżynier – Brian Ingoldsby
- Studio – Sunset Sound, Los Angeles, Kalifornia
- Sprzęt – 16-ścieżkowy
- Aranżacja utworów – Frank Zappa
- Kompozycje – Frank Zappa
- Wydanie – 10 października 1969
- Czas – 45:48 sek. (cd)
- Projekt okładki – Cal Schenkel
- Firma nagraniowa – Bizarre
- Numer katalogowy –

Wznowienie
- Inżynier cyfrowego zremiksowania – Bob Stone
- Studio – Utility Muffin Research Kitchen
- Data – 1987
- Projekt całości opakowania CD – J.E. Tully
- Firma nagraniowa – Rykodisc
- Numer katalogowy – RCD 10066
- ADD (Analog/Digital/Digital)

## Listy przebojów

### Album
| Rok  | Lista                    | Pozycja |
| ---- | ------------------------ | ------- |
| 1969 | Billboard. Albumy popowe | 173     |